# ややプリ
『ややプリ』は、真城ひなによる日本の漫画作品。
『りぼん』（集英社）にて2006年10月号から2009年8月号まで連載された4コマ漫画。小学1年生の星井ややと、彼女の家族の日常を描いたもの。
単行本がりぼんマスコットコミックス（集英社）から2008年8月13日にリリースされた。

## 登場人物
星井弥々（ほしいやや）
主人公。小学1年生。通称は「やや」。天真爛漫（てんしんらんまん）を通り越して、何も考えていない。あまりにも能天気な性格がなせる技なのか、人間以外の動物とも話ができる。また、常識では考えられないような狭い場所（例：チューバや洗濯機の中）に隠れることができるという特技を持っている。ぺん太ゴンというアニメキャラクターのファン。
星井七海（ほしいななみ）
弥々の兄。小学6年生。星井家の中では最も常識的な人物。家族たちの非常識な言動にいつも頭を抱えている。同じ学年の女の子に人気。
星井リリー（ほしいリリー）
弥々と七海の母親。実際の年齢は32歳だが、15歳も歳をごまかしてアイドル歌手をしていた。しかし、『りぼん』2008年3月号で、アイドル歌手を引退し、弥々たちの通う小学校の先生に転職した（教員の免許を持っているかどうかは不明）。
星井ひろひこ（ほしいひろひこ）
弥々と七海の父親。35歳。サラリーマンなのに、弥々のことが心配だと言って会社の仕事をさぼり、ぺん太ゴンの着ぐるみを着て、弥々たちの通う小学校に遊びに行き、そのたびに七海の怒りを買っているが、弥々は喜んでいる（弥々はぺん太ゴンの正体に気付いていない）。
しょーこ先生（しょーこせんせい）
弥々のクラスの担任の先生。リリーの学生時代の後輩らしいが、学校の先生としてはリリーの先輩。七海と同じく、弥々とリリーとぺん太ゴン（＝ひろひこ）の非常識な言動に頭を抱えている。
ペン太ゴン
弥々の好きなペンギンのキャラクター。頭に王冠を載せている。正義のヒーローである。